# Епархия Яньтая
Епархия Яньтая (лат. Dioecesis Ientaevensis ) — епархия Римско-Католической церкви с центром в городе Яньтай, Китай. Епархия Яньтая распространяет свою юрисдикцию на часть территории провинции Шаньдун. Епархия Яньтая входит в митрополию Цзинаня.

## История
22 февраля 1894 года Святой Престол учредил апостольский викариат Восточного Шаньтуна, выделив его из апостольского викариата Северного Шаньтуна (сегодня — Архиепархия Цзинаня).
3 декабря 1924 года апостольский викариат Восточного Шаньтуна был переименован в апостольский викариат Яньтая.
16 июня 1931 года и 18 июня 1931 года апостольский викариат Яньтая передал часть своей территории для возведения новых апостольских префектур Идусяня и миссии sui iuris Вэйхайвэя (сегодня — Апостольская префектура Вэйхая).
11 апреля 1946 года Римский папа Пий XII издал буллу Quotidie Nos, которой преобразовал апостольский викариат Яньчжоуфу в епархию Яньчжоу.

## Ординарии епархии
- епископ Césaire Shang (6.05.1894 — 9.09.1911);
- епископ Adéodat-Jean-Roch Wittner (9.09.1911 — 1.12.1936);
- епископ Louis Prosper Durand (14.06.1938 — 20.01.1950);
- епископ Alphonsus Tsung Huai-mo (14.06.1951 — 1975);
  - Sede vacante (c 1975 — по настоящее время).

## Источник
- Annuario Pontificio, Libreria Editrice Vaticana, Città del Vaticano, 2003, ISBN 88-209-7422-3
- Булла Quotidie Nos, AAS 38 (1946), стр. 301  (лат.)